# Amurdag
Amurdag är ett australiskt språk, närmare bestämt ett av de yiwaidjanska språken. Amurdag har talats i regionen Northern Territory i Australien. Enligt en rapport från National Geographic Society och Living Tongues Institute for Endangered Languages är det nu ett extremt utrotningshotat språk, med bara en levande talare.